# Cécile Goor-Eyben
Pour les articles homonymes, voir Goor (homonymie).
Cécile Goor, née Eyben le 11 février 1923 à Anvers et morte le 28 octobre 2024 à Woluwe-Saint-Lambert, est une femme politique belge francophone, membre du PSC, tendance CEPIC.
Elle a été sénatrice, ministre (1980) et secrétaire d'État (1980-1985) de la Région de Bruxelles-Capitale dans le gouvernement Martens V.
Elle est commandeur de l'ordre de Léopold. Elle est vice-présidente du CA de la société de l'ordre de Léopold.